# USA:s Grand Prix West 1978
USA:s Grand Prix West 1978 var det fjärde av 16 lopp ingående i formel 1-VM 1978.  

## Resultat
1. Carlos Reutemann, Ferrari, 9 poäng
2. Mario Andretti, Lotus-Ford, 6
3. Patrick Depailler, Tyrrell-Ford, 4
4. Ronnie Peterson, Lotus-Ford, 3
5. Jacques Laffite, Ligier-Matra, 2
6. Riccardo Patrese, Arrows-Ford, 1
7. Alan Jones, Williams-Ford
8. Emerson Fittipaldi, Fittipaldi-Ford
9. Rolf Stommelen, Arrows-Ford
10. Clay Regazzoni, Shadow-Ford
11. Jean-Pierre Jarier, ATS-Ford
12. Patrick Tambay, McLaren-Ford (varv 74, olycka)

### Förare som bröt loppet
- Jody Scheckter, Wolf-Ford (varv 59, olycka)
- Vittorio Brambilla, Surtees-Ford (50, transmission)
- Jean-Pierre Jabouille, Renault (43, turbo)
- Gilles Villeneuve, Ferrari (38, olycka)
- Niki Lauda, Brabham-Alfa Romeo (27, tändning)
- Didier Pironi, Tyrrell-Ford (25, växellåda)
- Arturo Merzario, Merzario-Ford (17, växellåda)
- Jochen Mass, ATS-Ford (11, bromsar)
- John Watson, Brabham-Alfa Romeo (9, växellåda)
- James Hunt, McLaren-Ford (5, olycka)

### Förare som ej startade
- Rupert Keegan, Surtees-Ford
- Hans-Joachim Stuck, Shadow-Ford

### Förare som ej kvalificerade sig
- Brett Lunger, BS Fabrications (McLaren-Ford)
- Lamberto Leoni, Ensign-Ford

### Förare som ej förkvalificerade sig
- Keke Rosberg, Theodore-Ford
- Hector Rebaque, Rebaque (Lotus-Ford)
- Danny Ongais, Interscope Racing (Shadow-Ford)
- Derek Daly, Hesketh-Ford